# Capitolium di Minturnae
Il Capitolium di Minturnae è il capitolium (ossia il corrispondente del tempio di Giove Ottimo Massimo a Roma) dell'antica colonia romana che sorgeva sul sito dell'attuale città di Minturno.
Si trattava di un tempio di tipo etrusco-italico, a tripla cella e fu costruito subito dopo il 191 a.C..
Si trova nella parte sud del Foro repubblicano e confina con la via Appia.
Il tempio è rivolto a sud, dove si ipotizza una scala di accesso al podio, alto circa 1,5 m, sul quale sorgeva il pronao formato da due file di colonne con ante.
La  lunghezza delle fondazioni è di 18,70 m, mentre la larghezza è di 17,80 m; pertanto la pianta è quasi assimilabile ad un quadrato di 60 piedi romani di lato, corrispondente alle dimensioni di altri templi a triplice cella dello stesso periodo (tempio A di Pyrgi e capitolium di Cosa).
Dal 2021 è direttore del Comprensorio Archeologico e dell'Antiquarium di Minturnae, Marco Musmeci.